# 格雷兹 (上卢瓦尔省)
格雷兹（法語：Grèzes，法語發音：[ɡʁɛz]）是法国上卢瓦尔省的一个市镇，位于该省西南部，属于布里尤德区。

## 地理
格雷兹（44°55'11"N, 3°29'14"E）面积35.79 平方千米，位于法国奥弗涅-罗讷-阿尔卑斯大区上盧瓦爾省，该省份为法国中南部省份，北起多姆山省和卢瓦尔省，西接康塔爾省，南至洛泽尔省，东临阿尔代什省。
与格雷兹接壤的市镇（或旧市镇、城区）包括：沙纳莱耶、埃斯普朗塔-瓦泽耶、索格、勒马尔济约福兰。

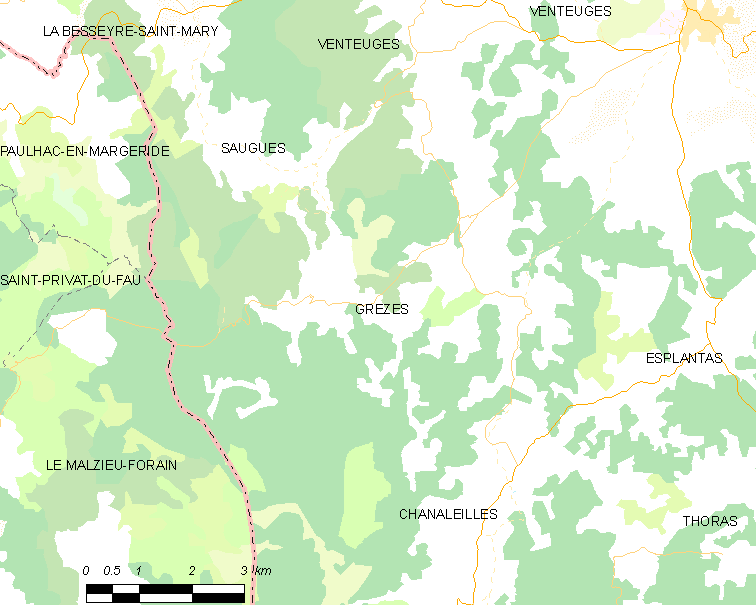
的OSM定位图

格雷兹的时区为UTC+01:00、UTC+02:00（夏令时）。

## 行政
格雷兹的邮政编码为43170，INSEE市镇编码为43104。

## 政治
格雷兹所属的省级选区为阿列峡-热沃当县。

## 人口

1962-2008年间人口变化图示

格雷兹于2022年1月1日时的人口数量为184人。